# Christopher Fowler
Pour les articles homonymes, voir Fowler.
Œuvres principales
- Série Bryant and May

Christopher Fowler, né le 26 mars 1953 à Greenwich et mort le 3 mars 2023 à Londres, est un écrivain britannique de fantastique et d'horreur.

## Œuvres

### SérieBryant and May
1. (en) Full Dark House, 2003
2. (en) The Water Room, 2004
3. (en) Seventy-Seven Clocks, 2005
4. (en) Ten-Second Staircase, 2006
5. (en) White Corridor, 2007
6. (en) The Victoria Vanishes, 2008
7. (en) On the Loose, 2009
8. (en) Off the Rails, 2010
9. (en) The Memory of Blood, 2011
10. (en) The Invisible Code, 2012
11. (en) The Bleeding Heart, 2014
12. (en) Bryant & May and the Burning Man, 2015
13. (en) London's Glory, 2016, recueil de nouvelles
14. (en) Strange Tide, 2016
15. (en) Wild Chamber, 2017
16. (en) Hall of Mirrors, 2018
17. (en) The Lonely Hour, 2019
18. (en) England's Finest, 2019, recueil de nouvelles
19. (en) Oranges and Lemons, 2021
20. (en) London Bridge is Falling Down, 2021
21. (en) Peculiar London, 2022

### Romans indépendants
- Le Monde d'en haut, J'ai lu, coll. Ténèbres, no 5527, 2000 ((en) Roofworld, Ballantine Books, 1988), trad. Jacques Guiod  (ISBN 2-290-30528-6)
- Le Diable aux trousses, Presses de la Cité, 1992 ((en) Rune, Century, 1990), trad. Jacques Guiod  (ISBN 2-258-03436-1)
- (en) Red Bride, Little, Brown, 1992
- L'Illusionniste, Presses de la Cité, 1995 ((en) Spanky, Warner Books UK, 1994), trad. Jacques Guiod  (ISBN 2-258-03948-7)
- Psychoville, J'ai lu, coll. Millénaires, no 6001, 1998 ((en) Psychoville, Warner Books, 1995), trad. François Thibaux  (ISBN 2-277-26001-0)
- La Ligue de Prométhée, J'ai lu, coll. Fantastique, no 6179, 2002 ((en) Disturbia, Warner Books, 1997), trad. Philippe Safavi  (ISBN 2-290-31799-3)
- (en) Soho Black, Warner Books, 1998
- (en) Calabash, Warner Books, 2000
- (en) Hell Train, Solaris, 2011
- (en) Plastic, Solaris, 2013
- (en) Nyctophobia, Solaris, 2014
- (en) The Sand Men, Solaris, 2015

### Recueils de nouvelles
- (en) City Jitters, 1986
- (en) More City Jitters, 1988
- (en) The Bureau of Lost Souls, 1989
- (en) Sharper Knives, 1992
- (en) Flesh Wound, 1995
- Démons intimes, Au Diable Vauvert, no 19, 2002 ((en) Personal Demons, Serpent's Tail, 1998), trad. Daniel Lemoine  (ISBN 2-84626-042-7)
- (en) Uncut, 1999
- (en) The Devil in Me, 2001
- (en) Demonized: Short Stories, 2004
- (en) Old Devil Moon, 2007
- (en) Red Gloves, Volume I & II, 2011